# Міхненко Олена Несторівна
Олена Міхненко (рос. Елена Несторовна Михненко; 1922–1993) — донька українських революціонерів-анархістів Нестора Махна та Галини Кузьменко.

## Життєпис

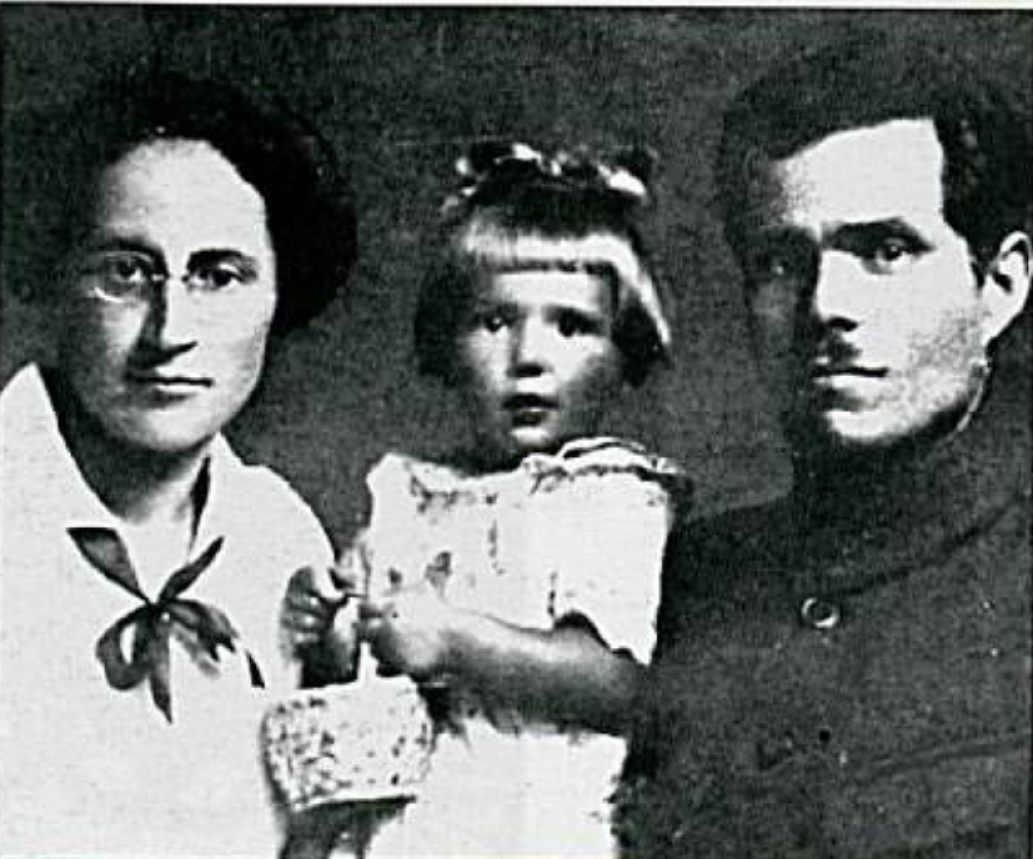
Юна Олена (у центрі) з мамою Галиною Кузьменко (ліворуч) та батьком Нестором Махном (праворуч).

Народилася 30 жовтня 1922 року у в'язниці Павяк, де перебувала її мати Галина Кузьменко, а батько Нестор Махно сидів у в'язниці Мокотув. Напруження життя на засланні призвело до того, що батьки рідко бачилися і сім'я швидко розпалася. Олена проводила більшу частину ранніх років з матір'ю, рідко спілкуючить з батьком.
У 1925 році сім'я переїхала до Парижа, де Олена провела більшу частину дитинства. Про юну Олену сім'ї французьких анархістів казали, вживаючи її франкізоване улюблене ім'я «Люсі». Так, вона виросла, розмовляючи французькою мовою, з часом забувши російську і не навчившись говорити українською. У 1929 році батько відвіз Олену у відпустку до південного прибережного міста Емарг, добре відомого відносно великою анархістською громадою. Хворий і бідний, її батько фінансово підтримувався французьким анархістським рухом, але більшу частину цих грошей витратив на Олену. У березні 1934 року батько помер від туберкульозу, з останніми словами «будь здоровою та щасливою, моя дочко», перш ніж помер уві сні. Через політичну діяльність батька ще в молодому віці Олена відмовилася від політики, пообіцявши, що «не буде цікавитися політикою чи газетами».
У 1939 році Олена закінчила середню школу. Але після нацистського вторгнення до Франції її призвали на примусові роботи та перевезли до Берліна. 14 серпня 1945 року після падіння Берліна радянські війська її заарештували та перевезли до Києва. Під час ув'язнення в українській столиці вона дала ляпаса співкамерниці після того, як та запитала, чи був її батько «відомим бандитом».
Зрештою її засудили до 5 років за «антирадянську агітацію» і згодом заслали до Джамбила, Казахська Радянська Соціалістична Республіка. Під наглядом влади вона стала займатися фізичною працею в міських їдальнях, на заводах і свинофермах, але її часто звільняли після того, як її роботодавці дізналися, що її батьком був Нестор Махно. Цей факт також залишав більшу частину її життя самотньою, оскільки чоловіки часто залишали її, дізнавшись, хто її батько. Після смерті Сталіна до неї в Джамбил приїхала її мати, але минуло стільки часу з тих пір, як вони були разом, що не впізнали одна одну.
У 1968 році Олена неохоче погодилася на інтерв'ю російського історика Сергія Семенова, який описав її як «нервову, роздратовану та нікому не довірливу». Повідомляється, що під час інтерв'ю Олена говорила російською з сильним паризьким акцентом. Вона заявила, що не відчуває батьківщини ні у Франції, ні в Радянському Союзі, але все ж попросила Семанова надіслати їй кілька французьких газет, які вона не змогла отримати в Казахстані.
Олена залишилася неодруженою і бездітною, заявивши, що ніколи не хотіла дітей, оскільки боялася, що їх «спіткає така ж доля, як і мене». Згодом вона вступила до міського гідромеліоративного інституту, де працювала до самої смерті. У 1993 році на 71 році життя Олена Міхненко померла в Джамбилі.